# Сэмпай и кохай
Сэмпай (яп. 先輩, букв. «товарищ, стоящий впереди») и кохай (яп. 後輩 ко:хай, букв. «товарищ, стоящий позади») — японские термины, описывающие неформальные иерархические межличностные отношения, общепринятые в организациях, кружках, клубах, школах и на предприятиях Японии.
Обычно сэмпаем называют того человека, у которого больше опыта в той или иной области. Если один человек занимается чем-то дольше другого, то он — сэмпай. Кохай — противоположное понятие: человек, менее опытный в некоторой сфере занятий.
Человека можно назвать сэмпай, когда кто-то является кохаем по отношению к нему, и наоборот. Отношения такого типа устанавливаются с того момента, когда человек попадает в определённый коллектив. Кохай учтиво относится к старшинству и опыту сэмпая и обращается к нему в уважительном тоне. Слово «сэмпай» также используется как именной суффикс, который добавляется к имени соответствующего человека.

## Общая концепция
Слово «сэмпай» в японском языке применяется к более опытному человеку в определённой сфере, нежели называющий, который обычно помогает, даёт совет или предлагает свою дружбу новичку или просто менее опытному члену общества, которого в таком случае называют «кохай» в качестве проявления благодарности, уважения или личной преданности. Одновременно с этим сэмпай считается другом предложившему, однако в целом эти отношения аналогичны отношениям опекуна и подопечного в западной культуре, однако с той разницей, что в Японии сэмпай и кохай должны работать/учиться в одной организации.
Возникновение этого рода отношению восходит к конфуцианству, набору моральных и этических доктрин, пришедших в Японию из древнего Китая и вышедшего за пределы различных аспектов японской философии. Отношение сэмпай-кохай — это тип вертикальной иерархии (например, родитель/ребёнок), которое подчёркивает уважительное отношение к власти, цепочке подчинения, а также к пожилым людям. Оно создано для устранения внутренней конкуренции и укрепления организации.
Со временем этот механизм позволил передавать опыт и мудрость новым поколениям, а также расширять знания, чтобы поддерживать искусство преподавания. Это также позволяет развивать полезный опыт взаимодействия между двумя важными компонентами общества, так как кохай получает опыт и мудрость от сэмпая, а сэмпай же познаёт новый опыт от кохая и развивает своё чувство ответственности.

## История возникновения и развития
Система сэмпай-кохай существует в японской культуре и в японском обществе с самого зарождения империи. На её развитие оказали заметное влияние три фактора: пришедшее из Китая конфуцианство, традиционная японская система семейных взаимоотношений и древнее гражданское право.
Конфуцианство пришло в Японию из Китая примерно между VI и IX веками, но в Японии претерпело значительное изменение, в основном социального толка, преобразовавшись в так называемое «неоконфуцианство». Оно стало официальной доктриной в период правления сёгуната Токугава (период Эдо, с 1603 по 1867 год). Заповедь «сыновьей преданности и благочестивости» как дань уважения лидеру доминировала в японской повседневности того времени. Уважение к старшим и почтение в сторону предков, которым учило китайское конфуцианство, были хорошо восприняты японцами, и это стало частью их повседневной жизни. Помимо этого, как и другие влияния китайской культуры, японцы выборочно и надлежащим образом «присвоили» конфуцианское чувство «лояльности» как верность своему господину или императору.
Концепция «дома» (кит. 家) и семейных взаимоотношений, также регулируемая конфуцианскими кодексами поведения также оказала огромное влияние на установление взаимоотношений сэмпай-кохай как основополагающих в японском обществе. Согласно этой конфуцианской системе, отец, как глава семьи мужского пола имеет абсолютную власть в семье, а старший сын наследует семейную собственность и эту власть после его смерти. Согласно кодексу, отец обладает властью как человек, получивший наиболее высокий уровень образования и как обладающий высшей этической мудростью. Поскольку почтение к начальству считалось в японском обществе «добродетелью», жена и дети должны были ему подчиняться как начальнику дома. В дополнение к этому, в порядке наследования от отца получали наследство только совершеннолетние сыновья, ни старшие дочери, ни несовершеннолетние дети не получали ничего.
Последним важным фактором, который повлиял на эту систему взаимоотношений стал древний гражданский закон, которым официально стала управляться Японская империя с 1898 года. Он усилил правила старшинства в японском обществе и укрепил традиционную семейную систему, дав чёткие определения иерархии внутри неё. Эти законы были официально отменены к 1947 году, после капитуляции Японии после её поражения во Второй мировой войне (то есть с падением абсолютной монархии), однако идеалы, ею заложенные, сохранились и в последующие годы как психологическое влияние на образ мышления японцев.

## Отражение в обществе
Одно из главных мест, где отношения сэмпай-кохай применяются в наибольшей степени — это школа. Например для обучающихся в младших и средних школах и, в особенности, в школьных кружках и клубах, сэмпаями являются ученики старших школ, к которым ученики помладше проявляют отдельное уважение. В частности в спортивных клубах, кружках и секциях именно новые кохаи занимаются базовыми задачами, такими как сбор мячей, уборка игрового поля и уход за оборудованием. Кроме того, они даже порой занимаются стиркой верхней одежды своих сэмпаев. Когда ученики младших классов приветствуют сэмпаев, они кланяются им в знак уважения.
В случае неповиновения сэмпаи имеют право применить силу по отношению к своим кохаям. Тем не менее, основной причиной такого поведения является то, что член клуба может стать хорошим игроком, только если получит соответствующие указания от тех, кто уже умеет играть, и будет следовать указания тренера и капитана, коим для новичка и является сэмпай. Как и в клубах, отношения в японских школах в целом в основном зависят более от возраста, нежели от способностей учеников. Иерархия во взаимоотношениях сэмпай-кохай аналогична отношениям учитель и ученик, поскольку учителя нужно уважать в том числе и за возраст и опыт, а также никогда не подвергать сомнению правильность его действий.
Однако уже в колледже происходят значительные изменения в системе взаимоотношений. Поскольку одноклассники почти не различаются по возрасту, система сэмпай-кохай не так сильна, как в отношениях между старшеклассниками и младшеклассниками и основана только на взаимоуважении, а также на поддержании вежливости в общении. Но вне зависимости от системы образования, в среде учителей система сэмпай-кохай основана на их академическом звании и опыте, то есть в первую очередь — на стаже работы.
В общественной жизни иерархия отношений сэмпай-кохай находит отражаение в вопросах протокола ― например, при рассадке во время официальных мероприятий или просто застолий. Самого уважаемого человека принято сажать дальше всего от входной двери или ближе всего к нише токонома (если она есть в комнате). Самого младшего ― ближе всего к двери. Заместитель садится не по правую руку от начальника, а по левую. Входящий в помещение может сразу легко понять иерархию присутствующих.

### В будо
В будо сэмпаями называют тех, кто занимается данным видом будо больше времени. Данное звание является относительным. Если один человек опытнее другого в определённом виде будо, то он будет сэмпаем, менее опытный же будет кохаем. В додзё данное звание будет получено сразу после того, как человек начнёт заниматься конкретным видом боевого искусства, и эти отношения не будут меняться с изменением ранга в будо. Возможна такая ситуация, когда кохай получает более высокий ранг, чем сэмпай. В этом случае положение первого в додзё будет выше, чем у второго, но он по-прежнему остаётся кохаем, только с более высоким рангом.
Сэмпаи также всё ещё ученики в додзё, однако они являются ими дольше, чем их кохаи, поэтому они и называются так. Так как сэмпаи знают больше об их додзё и о виде боевого искусства, которым они занимаются, то они обучают кохаев правилам, этикету, манерам.
В ходе тренировок многие кохаи жалуются на своих сэмпаев за то, что те чересчур ими командуют. Однако по правилам сэмпай не является командиром для кохая. Он должен быть хорошим наставником. Но в то же время кохаи должны слушать не только сэнсэя, но и то, чему их учат сэмпаи.

## Отражение в языке
Правила иерархии старшинства отражены в японском языке. Для их обозначения в лингвистике принят термин «кэйго» (яп. 敬語, дословно — «Почтительные слова») (в русском языке принято обозначение «формы вежливости»). Это является традицией для японского языка. Она делится на три категории, которые выделились в 1950-е: сонкэйго, кэндзёго и тэйнэйго.
- Сонкэйго (яп. 尊敬語) — это стиль вежливой речи, который используется при общении с людьми, которые являются для говорящего старше по статусу. Используется для обозначения уважения к человеку, в том числе к его действиям и поступкам[19].
- Кэндзёго (яп. 謙 譲 語) — это стиль скромной речи. Его отличие от предыдущего состоит в том, что в кэндзёго говорящий ставит себя ниже собеседника, тем самым как бы принижая собственную значимость, в то время как в сонкэйго наоборот повышается значимость собеседника[19].
- Тэйнэйго (яп. 丁寧語) — стиль вежливой речи, при котором можно говорить как о собственных действиях, так и о действиях других людей, при этом в нём проявляется уважение не к собеседнику, а к тому, о ком идёт речь в диалоге. Характеризуется использованием связки «десу» и вежливой формой глагола с окончанием «-масу»[19].

В первом и втором стилях также существует определённый набор выражений (глаголов, существительных или специальных префиксов) для выражения типа языка. Другим важным правилом, которое используется в любых иерархических отношениях и стилях речи — использование почётных суффиксов при обращении. Сэмпай при разговоре со своим кохаем использует суффикс «-кун» после фамилии или имени вне зависимости от пола собеседника. Кохай же при разговоре использует суффикс «-сэмпай» после его фамилии или «-сан» после своей. В редких случаях используется суффикс «-сама», говорящий о наивысшем уровне уважения к собеседнику. Причина использования именно суффиксов «-сэпмпай», «-кун» или «-сан» состоит в том, что помимо того, что отношения сэмпай-кохай завязаны на уважении, их обычно связывает дружба и взаимное доверие. Слово «сэмпай» также может использоваться как местоимение.

## Отражение в искусстве

### В западном мире
В произведениях искусства, выпущенных за пределами Японии, отношения сэмпай-кохай показываются нечасто. Например, их можно наблюдать в романе «Восходящее солнце» фантаста Майкла Крайтона. Он повествует об убийстве американки в японской компании в Лос-Анджелесе и его главные герои-детективы поддерживают данный вид взаимоотношений, поскольку один из них в своё время жил в Японии и усвоил некоторые привычки японского общества. В 1993 году роман был экранизирован.

### В аниме и манге
Эти термины также используются в среде отаку, часто появляются в аниме и манге как неотъемлемая часть японской культуры. Влюблённость в сэмпаев довольно распространена в Японии, и это отражается на распространённости этой темы в сёдзё-манге и литературных произведениях в жанре романтики. Поскольку для этих терминов не существует удовлетворительных аналогов на других языках, то в официальных переводах их часто опускают, а в неофициальных (фэнсаб, сканлейт) используют без перевода и как отдельный термин, и как именной суффикс.